# Yoshihiro Nakamura
Yoshihiro Nakamura (中村義洋, Nakamura Yoshihiro) és un director de cinema i guionista japonès, conegut per la seva pel·lícula de 2009 Fish Story, que es va estrenar al Festival de Cinema Asiàtic de Nova York, i Chonmage Purin, que va guanyar el Premi del Públic al Festival de Cinema Asiàtic de Nova York de 2011.

## Biografia
Va néixer el 25 d'agost de 1970 a la prefectura d'Ibaraki, Japó. Va anar al Departament d'Arts i Literatura de la Universitat Seijo. Mentre allà es va unir al Film Research Club i va començar a fer pel·lícula de 8 mm, i el 1993 va guanyar el Gran Premi del Pia Film Festival amb "Summer Rain Kitchen". Després de graduar-se va treballar com a ajudant de direcció en pel·lícules amb Yoichi Sai, Hideyuki Hirayama i Juzo Itami. L'any 1999 va debutar com a director independent amb "Local News". Aquell any va treballar per dirigir, organitzar i produir moltes pel·lícules que Broadway Co. (ブロードウェイ) va fer a la sèrie "It's True! Cursed Films". El 2004 juntament amb el guionista Ken'ichi Suzuki i l'editor Tooru Hosokawa va formar la unitat de conte "Assembly of Little Pigeons". El 2007 va guanyar el premi Kaneto Shindō atorgat al nou director més prometedor per l’Associació de Cineastes del Japó. El 2010 va treballar com a narrador a la sèrie "It's True! Cursed Films".

## Filmografia

### Cinema
- Lizard Baby (2004)
- @Babymail (2005)
- Asoko no Seki (2005)
- Bûsu (2005)
- Route 225 (2006)
- The Foreign Duck, the Native Duck and God in a Coin Locker (2007)
- Team Batista no Eikō (2008)
- The Triumphant Return of General Rouge (2009)
- Fish Story (2009)
- Golden Slumber (2010)
- Chonmage Purin (2010)
- Chips (2012)
- Mina-san, sayonara (2013)
- Kiseki no ringo (2013)
- Shirayuki hime Satsujin Jiken (2014)
- Prophecy (2015)
- Zan'e: Sunde wa ikenai heya (2015)
- Tono, risoku de gozaru! (2016)[1]
- Shinobi no kuni (2017)[2]
- The 47 Ronin in Debt (2019)

### Televisió
- Dark Tales of Japan (2004) episodi "Kumo Onna"

### Sèries anime
- Dark Gathering (2023) (Narrator)[3]